# Josh Sargent
Joshua Thomas Sargent (O’Fallon, Missouri, 2000. február 20. –) amerikai válogatott labdarúgó, az angol Norwich City csatárja.

## Pályafutása

### Klubcsapatokban
2017. szeptember 20-án bejelentette a német Werder Bremen csapata, hogy 2018. január 1-jén csatlakozik a klubhoz. 2018. július 31-én mutatkozott be góllal a Werder Bremen II csapatában az Eintracht Norderstedt ellen. Első 12 mérkőzésén 7 gólt szerzett, amivel bekerült az első keretbe. December 7-én a Fortuna Düsseldorf ellen a 76. percben Milot Rashica cseréjeként mutatkozott be az élvonalban és két perccel a pályára küldése után első labdaérintéséből gólt szerzett. December 12-én az RB Leipzig ellen megszerezte második gólját is. 2019 februárjában meghosszabbította szerződését a klubbal. 2021. augusztus 9-én az angol Norwich City csapatához írt alá négy évre. Öt nappal később debütált a Liverpool elleni 3–0-ra elvesztett bajnoki találkozó 77. percében, csereként állt be Milot Rashica helyére. Augusztus 24-én szerezte meg a klub színeiben az első két gólját a Bournemouth ellen 6–0-ra megnyert ligakupa-mérkőzésen. 2022. január 21-én megszerezte első bajnoki gólját a Watford elleni 3–0-ra megnyert találkozón. A 2024–25-ös szezon csapatába is bekerült, valamint klubjában az év játékosának is megválasztották.

### A válogatottban
2015-ben csatlakozott az IMG sportakadémia keretében működő bradentoni akadémiához. 2017. április 17-én bekerült John Hackworth 2017-es U17-es CONCACAF-bajnokságra készülő keretébe. A csoportkör első mérkőzésén Jamaica ellen egy gólt szerzett, majd Mexikó ellen duplázott. Honduras ellen 3–0-ra megnyert mérkőzésen két gólt szerzett. Az amerikai csapat a döntőben Mexikó ellen maradt alul hosszabbítást követően. A 2017-es U17-es labdarúgó-világbajnokságon India és Anglia ellen szerzett 1-1 gólt.
Tab Ramos 2017-es U20-as labdarúgó-világbajnokságon résztvevő csapatába is meghívót kapott. Május 22-én mutatkozott be Ecuador ellen két góllal. Freddy Adu után ő lett a második amerikai labdarúgó aki egyugyanazon évben U17-es és U20-as világbajnokságon is részt vett. Szenegál és Új-Zéland ellen is betalált, így a torna ezüstcipőse lett.
2018. május 28-án mutatkozott be a felnőtt válogatottban góllal a bolíviai válogatott ellen. A mérkőzés 52. percében Luis Haquin hazaadta a labdát Carlos Lampénak, aki hibázott és gólpasszt adott Sargentnek. Ezzel a góllal a negyedik legfiatalabb gólszerző lett a válogatott történelmében. Október 17-én második gólját is megszerezte Peru elleni barátságos mérkőzésen.

## Statisztika

### A válogatottban
| Amerikai Egyesült Államok | Amerikai Egyesült Államok | Amerikai Egyesült Államok | Amerikai Egyesült Államok |
| Év                        | Pályára lépések           | Gólok                     |                           |
| ------------------------- | ------------------------- | ------------------------- | ------------------------- |
| 2018                      | 6                         | 2                         |                           |
| 2019                      | 6                         | 3                         |                           |
| 2021                      | 7                         | 0                         |                           |
| 2022                      | 4                         | 0                         |                           |
| 2023                      | 0                         | 0                         |                           |
| 2024                      | 4                         | 0                         |                           |
| 2025                      | 1                         | 0                         |                           |
| Összesen                  | 28                        | 5                         |                           |

### Góljai a válogatottban
| # | Dátum              | Helyszín                                                          | Ellenfél | Gólja | Végeredmény | Kiírás                                |
| - | ------------------ | ----------------------------------------------------------------- | -------- | ----- | ----------- | ------------------------------------- |
| 1 | 2018. május 28.    | Talen Energy Stadion, Chester, Amerikai Egyesült Államok          | Bolívia  | 2–0   | 3–0         | Barátságos mérkőzés                   |
| 2 | 2018. október 16.  | Pratt & Whitney Stadion, East Hartford, Amerikai Egyesült Államok | Peru     | 1–0   | 1–1         | Barátságos mérkőzés                   |
| 3 | 2019. október 11.  | Audi Field, Washington, Amerikai Egyesült Államok                 | Kuba     | 6–0   | 7–0         | 2019–2020-as CONCACAF-nemzetek ligája |
| 4 | 2019. november 19. | Truman Bodden Sports Complex, George Town, Kajmán-szigetek        | Kuba     | 1–0   | 4–0         | 2019–2020-as CONCACAF-nemzetek ligája |
| 5 | 2019. november 19. | Truman Bodden Sports Complex, George Town, Kajmán-szigetek        | Kuba     | 4–0   | 4–0         | 2019–2020-as CONCACAF-nemzetek ligája |

## Sikerei, díjai

### Válogatott
- USA
  - CONCACAF Nemzetek ligája győztes: 2019–20

### Egyéni
- U20-as labdarúgó-világbajnokság – Ezüstcipő: 2017[32]
- EFL Championship – Az év csapatának tagja: 2024–25[33]
- Norwich City – A szezon játékosa díj: 2024–25

## Külső hivatkozások
- Josh Sargent adatlapja a Transfermarkt oldalán (angolul)
- Josh Sargent adatlapja a Soccerway oldalon (angolul)
- Josh Sargent adatlapja a Kicker oldalán (németül)